# 천안 조성 신도비
조성 신도비는 대한민국 충청남도 천안시 서북구 직산읍에 있다. 1995년 5월 10일 천안시의 향토문화유산 제41호로 지정되었다.

## 개요
백제 건국시조 온조왕을 건국한 개국공신인 조성의 신도비이다.